# إدوارد صموئيل كوروين
إدوارد صموئيل كوروين (بالإنجليزية: Edward Samuel Corwin) هو عالم سياسة أمريكي، ولد في 19 يناير 1878 في بلايموث في الولايات المتحدة، وتوفي في 23 أبريل 1963 في برينستون في الولايات المتحدة.

## وصلات خارجية
- إدوارد صموئيل كوروين على موقع الموسوعة البريطانية (الإنجليزية)